# 176 aC
El 176 aC va ser un any del calendari romà prejulià. Durant la República i l'Imperi Romà es coneixia com l'Any del Consolat d'Escipió Hispal i Espurí o també any 578 Ab urbe condita o de la fundació de la ciutat). L'ús del nom «176 aC» per referir-se a aquest any es remunta a l'alta edat mitjana, quan el sistema Anno Domini va ser el mètode de numeració dels anys més comú a Europa.

## Esdeveniments

### Armènia
- Artaxes I, rei d'Armènia, funda la ciutat d'Artàxata, a les planes de la vora de l'Araxes, a la vall del Mont Ararat. És la capital de l'Armènia Sofene.[2]

### Antiga Roma
- Aquest any són elegits cònsols Gneu Corneli Escipió Hispal i Quint Petil·li Espurí.[3]
- Escipió Hispal és atacat de paràlisi mor a Cumes aquest mateix any.[3]
- Espurí fa la guerra als lígurs i mor en combat.
- Gai Valeri Leví és nomenat cònsol sufecte per substituir Escipió Hispal. Només tres dies després d'assumir el càrrec, ansiós de victòries militars, abandona Roma per agafar el comandament de la legió de Ligúria. Lluita contra els lígurs als que derrota l'any següent (175 aC).[4]
- Tiberi Semproni Grac, cònsol l'any anterior (177 aC) acaba la repressió a Sardenya, que s'havia revoltat, i porta 80.000 presoners a Roma, que vent com a esclaus, saturant el mercat.[5]

## Necrològiques
- Cleòpatra I, reina d'Egipte. Era regent en nom del seu fill Ptolemeu VI Filomètor.[6]
- Cumes: Gneu Corneli Escipió Hispal, de malaltia.[3]